# Förenta nationernas klimatkonferens 2017
Förenta nationernas klimatkonferens 2017 (COP23) pågick mellan den 6 och 17 november 2017 i Bonn i Tyskland. Ordförandeland var Fiji, men mötet hölls i Bonn där FN:s klimatkonventions (UNFCCC) sekretariat finns. Varje år möts deltagarna i FN:s klimatarbete och detta var det 23:e mötet för deltagarna i FN:s klimatkonvention (COP23), det 13:e för deltagarna i Kyotoprotokollet (CMP13) och det andra för deltagarna i Parisavtalet (CMA2). Klimatkonferenserna är en del i att skapa globala avtal för att minska den globala uppvärmningen.
Mötets syfte var att arbeta vidare med Parisavtalet som antogs 2015 och bestämma detaljerna kring hur det ska implementeras. Enligt avtalet ska uppvärmningen hållas under 2 grader, det så kallade tvågradersmålet, och det är upp till länderna att komma med löften om hur mycket de ska minska sina koldioxidutsläpp (National Determined Contributions, NDC). Dessa löften ska successivt innebära allt större utsläppsminskningar. Reglerna kring detta och hur minskningarna ska finansieras i utvecklingsländer ska vara klara senast 2018.

## Deltagare

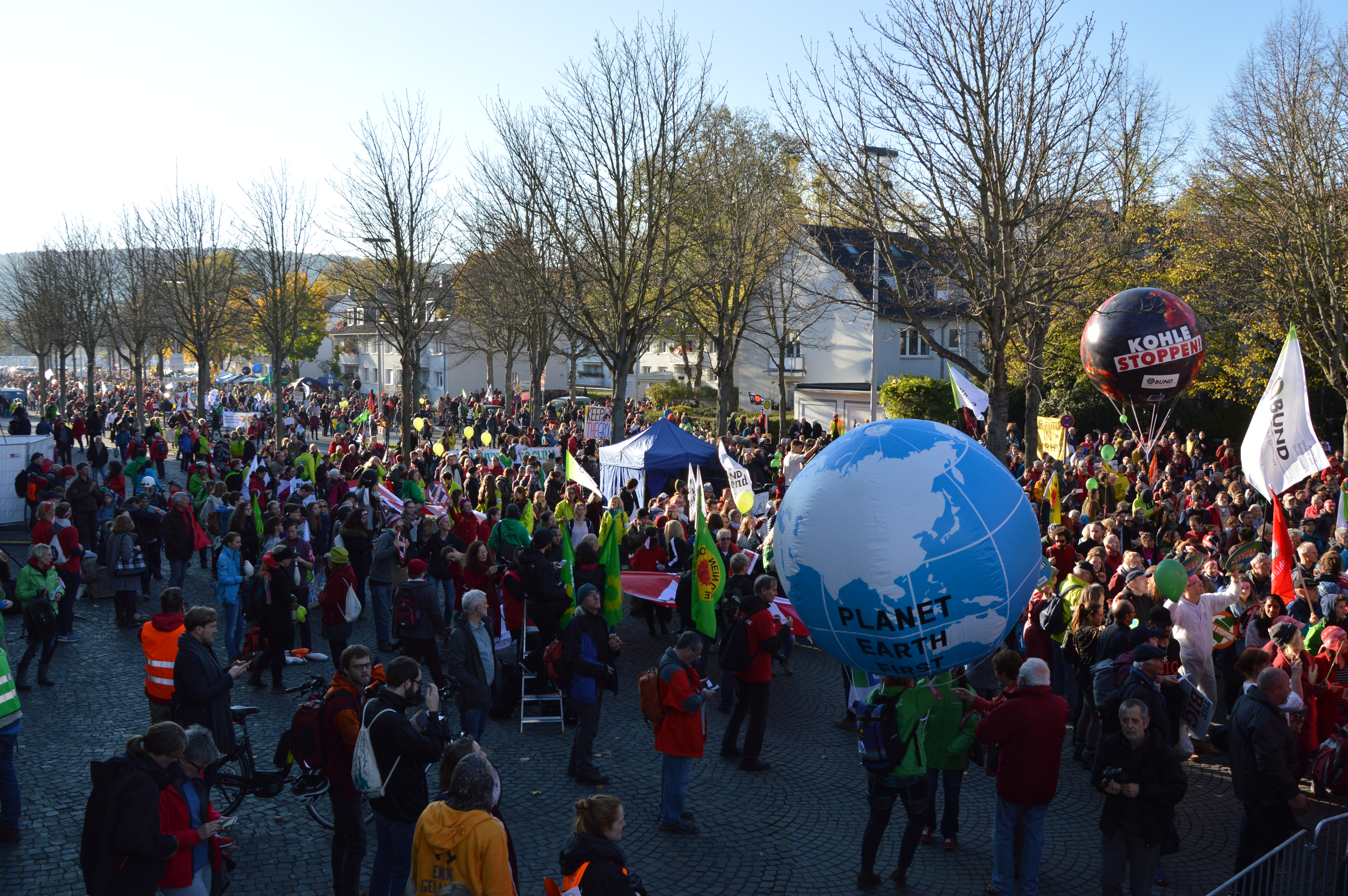
Demonstration i Bonn den 4 november 2017.

På mötet deltog representanter från 197 länder, däribland Syrien som anslöt till Parisavtalet strax innan mötet. Sedan USA valt att dra sig ur Parisavtalet fanns det förutom en officiell USA-delegation också en alternativ amerikansk delegation som representerade städer, företag, organisationer och delstater som planerade hålla fast vid avtalet.
Totalt väntades omkring 25 000 människor delta på mötet.

## Resultat
Efter mötet rapporterades att en mängd länder, företag och organisationer utlovat pengar för att stödja fattiga och utsatta som drabbas av klimatförändringar. Bland annat överträffades insamlingsmålet för FN:s anpassningsfond (Adaption Fund) för 2017. Flera företag lovade också att minska sina utsläpp.
Vid sidan av konferensen bildades en allians för att fasa ut kol (Powering Past Coal Alliance) på initiativ av Storbritannien och Kanada. Alliansen bestod av fler än 20 länder, städer och delstater som menade att utfasning av traditionell kolkraft var ett viktigt steg för att uppfylla Parisavtalet. Målet var att alliansen skulle växa till 50 deltagare på ett år. Gruppen fick kritik för att de deltagande länderna bara stod för 3 % av kolanvändningen och att flera av dem sedan tidigare var på väg att fasa ut kol.

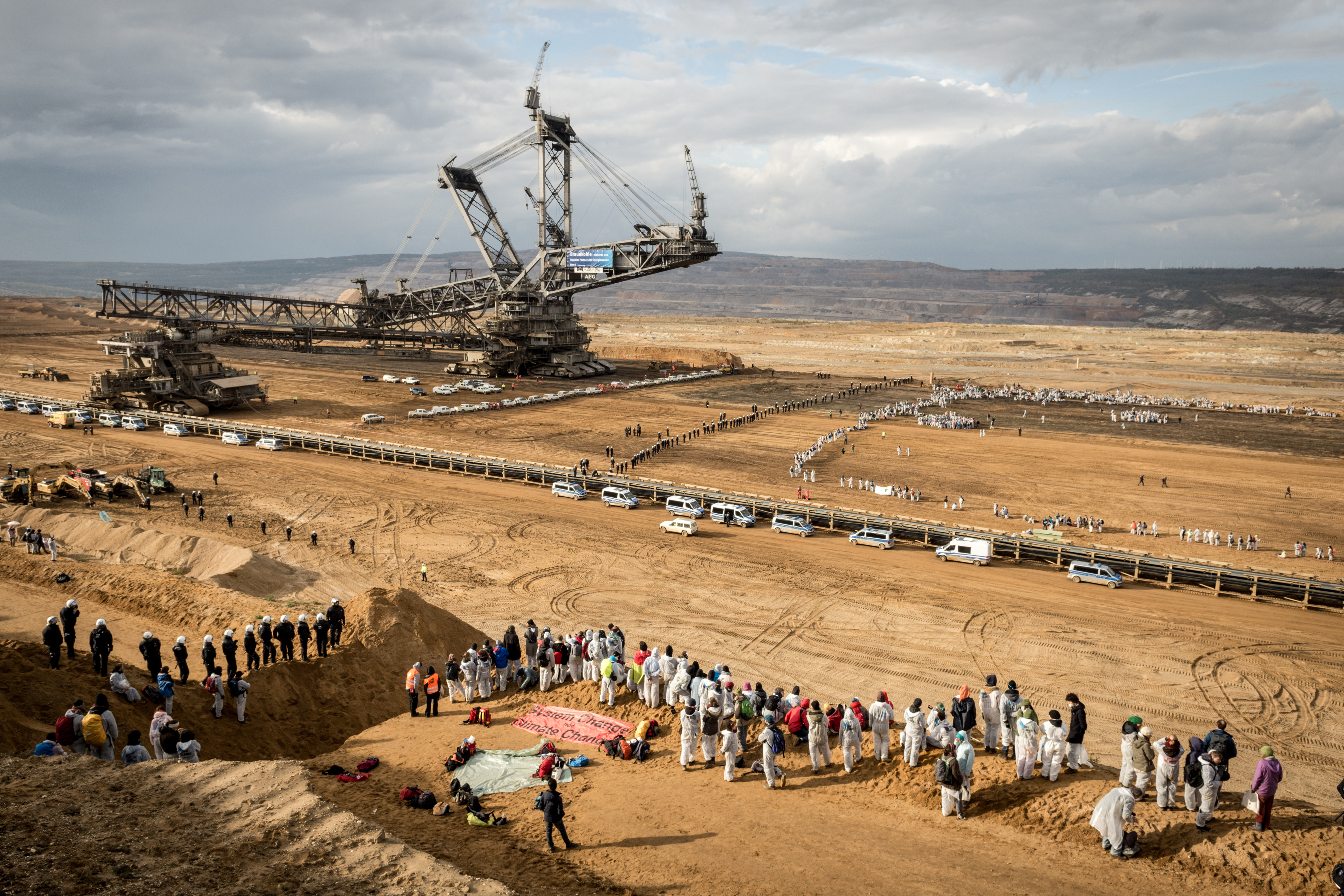
Aktivister från Ende Gelände i kolgruvan (ett dagbrott) Tagebau Hambach utanför Bonn före mötet.